# Geschwister-Scholl-Gymnasium Löbau
Das Geschwister-Scholl-Gymnasium Löbau ist ein Gymnasium des Landkreises Görlitz in der Großen Kreisstadt Löbau.
Es wurde 1873 als Königliches Lehrseminar gegründet und ist seit 1949 nach Hans und Sophie Scholl benannt, zwei deutschen Widerstandskämpfern gegen die Diktatur des Nationalsozialismus. Das Gymnasium hatte im Schuljahr 2023/24 insgesamt 949 Schülerinnen und Schüler in 43 Klassen bzw. Kursen sowie 86 Lehrkräfte.

## Gebäude

### Lage
Der Gebäudekomplex wird im Norden von der Maschinenhausstraße, im Osten von der Pestalozzistraße, im Süden von der August-Bebel-Straße und im Westen vom Areal der Katholischen Pfarrei und Kirche Mariä Namen begrenzt.

### Gebäudekomplex

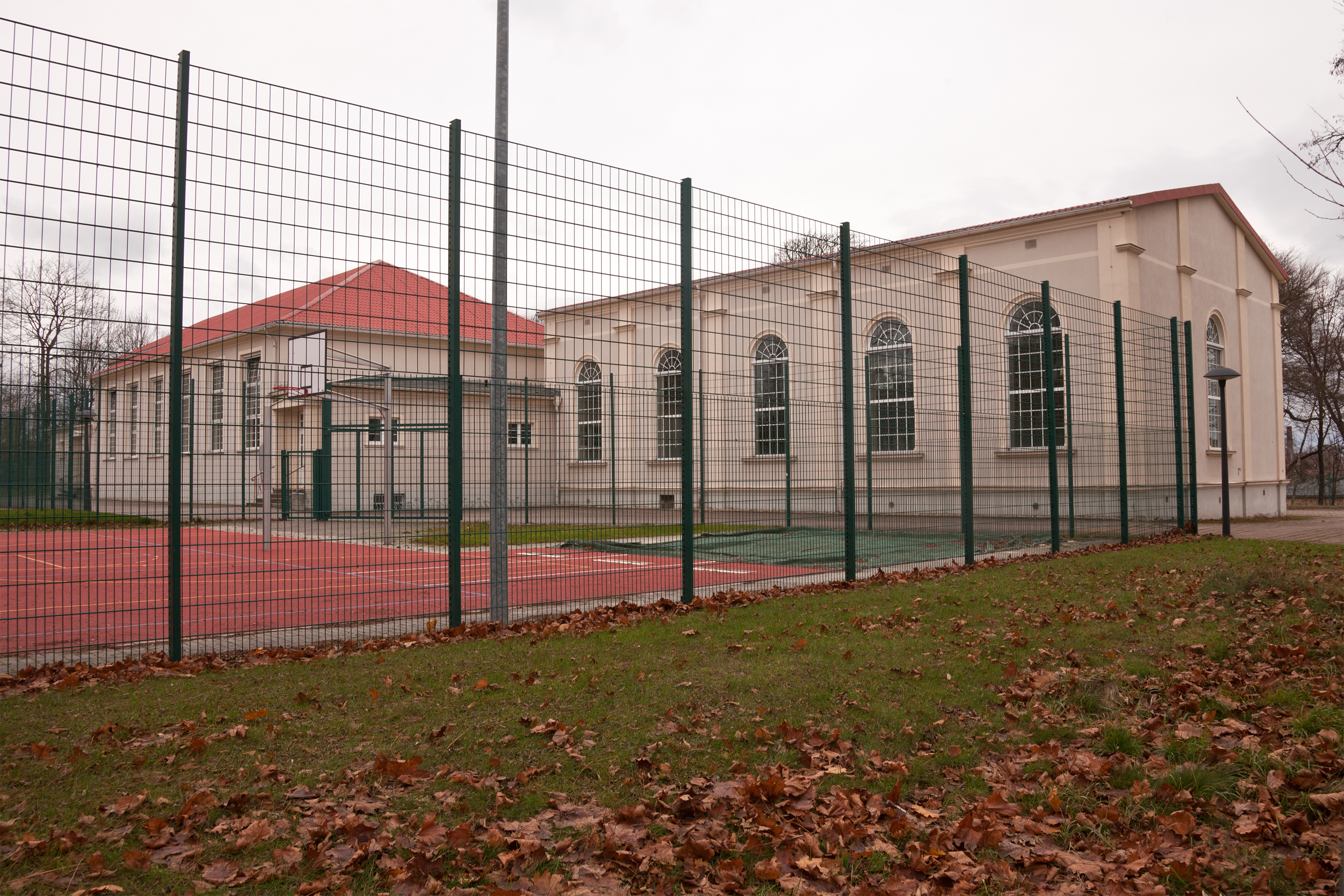
Turnhallen (2014)

Das Areal der Schule umfasst einen aus zwei großen und einem kleineren Gebäudetrakt bestehenden Schulbau sowie eine zweiteilige Turnhalle im Hof. Der älteste Gebäudetrakt des Schulbaus befindet sich an der Pestalozzistraße; er konnte im Jahr 1875 bezogen werden. Der zweite größere Trakt liegt an der August-Bebel-Straße und wurde 1906 und 1907 errichtet. Ein kleinerer Anbau erfolgte 1927 und befindet sich ebenfalls an der August-Bebel-Straße. Der Gebäudekomplex gilt als „baugeschichtlich und ortsgeschichtlich von Bedeutung“ und verfügt im ältesten Gebäudetrakt über ein „Astrokuppel“ genanntes Planetarium.
In den Jahren 2015 bis 2017 wurde die größere der beiden Turnhallen komplett abgerissen und durch einen Drei-Felder-Hallen-Neubau ersetzt. Die kleinere, unter Denkmalschutz stehende, Halle wurde umfassend saniert.

### Kunst am Bau
In der Aula, im A-Gebäude der Schule, befindet sich das Gemälde „Jesus predigt am See“ des Dresdner Malers Max Pietschmann. Es galt lange als „wertvollstes Kunstwerk der Stadt“. Während der DDR-Zeit war dieses Gemälde verhangen oder übermalt.
Weiterhin befindet sich im Gymnasium eine Gedenktafel für den am 5. April 1943 im Zuchthaus Berlin-Plötzensee ermordeten Kommunisten Alfred Schmidt-Sas.

## Geschichte
Nachdem die Löbauer Lateinschule 1819 zugunsten der ersten Bürgerschule geschlossen worden war, plante die Stadt Löbau ab Mitte des 19. Jahrhunderts die Errichtung einer höheren Schule, erhielt die Genehmigung zur Errichtung einer solchen und eröffnete 1873 das Königliche Lehrseminar. Die Schule war zunächst noch – gemeinsam mit der Realschule – im Gebäude der Preuskerschule, dem heutigen Stadtarchiv Löbaus, untergebracht. Aufgrund steigender Schülerzahlen erfolgte 1874 die Grundsteinlegung für ein neues Schulgebäude im Löbauer Seminarviertel. Im Rahmen einer dreijährigen Bauzeit wurde zunächst das A-Gebäude an der heutigen Pestalozzistraße errichtet. Aus alten Lageplänen geht hervor, dass das Areal auch Stallungen, eine Kegelschule sowie einen Gemüsegarten des Hausmeisters umfasste. Im Sommer des Jahres 1878 weihte Albert von Sachsen im Rahmen eines Aufenthaltes in Löbau ein Aula-Bild ein, über dessen Verbleib keine Informationen bekannt sind.
Aufgrund der stark wachsenden Stadtbevölkerung Anfang des 20. Jahrhunderts – die Stadt Löbau überschritt in dieser Zeit die 10.000-Einwohnermarke – begann man 1906 mit dem Anbau des B-Gebäudes an der heutigen August-Bebel-Straße. Dieser Anbau beinhaltete neben neuen Unterrichtsräumen auch einen Zeichen- und Musiksaal und konnte nach zweijähriger Bauzeit eröffnet werden.
Den Ersten Weltkrieg überstand die Schule unbeschadet, aufgrund der Reparationsleistungen und des daraus resultierenden Kohlemangels musste jedoch im Winter 1919/20 Kurzstundenunterricht eingeführt werden. Weiterhin wurden die Ferien in diesem Winter nach einer Grippewelle verlängert, die aus einem Heizungsdefekt folgte. Das Königliche Lehrseminar wurde 1922 mit der Städtischen Realschule zu einer gemeinsamen Bildungseinrichtung verschmolzen. In der Folge kam es zu einem weiteren Anstieg der Schülerzahlen, welche die Erweiterung des Gebäudekomplexes um das C-Gebäude notwendig machten. Dieses wurde an das Ende des B-Gebäudes in Richtung der katholischen Kirche angebaut. Im neuen Trakt entstanden sieben neue Klassenräume, ein großes Lehrerzimmer sowie drei Räume für Chemie und Biologie. Der Umbau kostete 93.000 Reichsmark und sorgte dafür, dass die Schule nach der Eröffnung des Neubaus 1927 zur zweitgrößten Bildungseinrichtung Sachsens wurde.

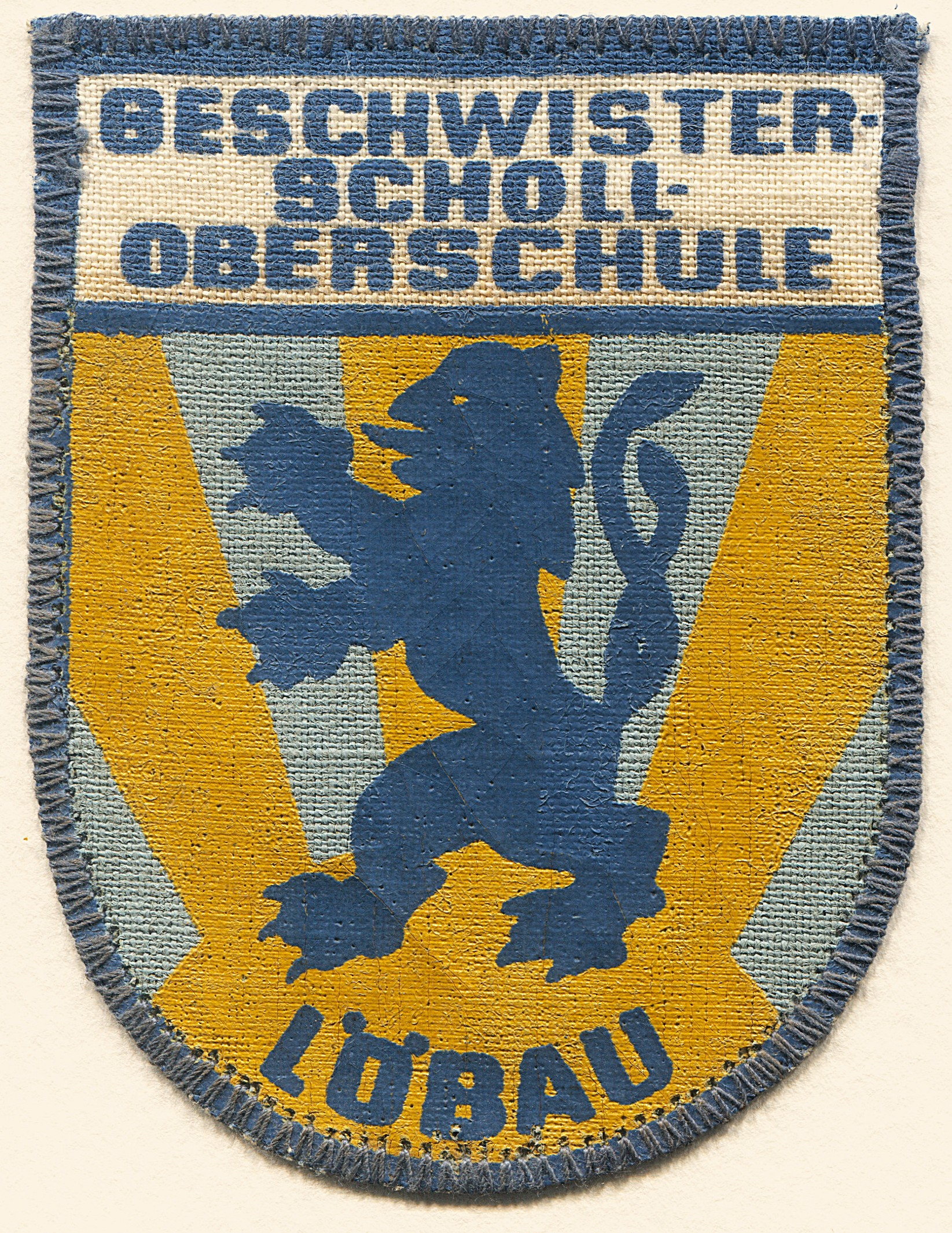
Emblem der Geschwister-Scholl-Oberschule Löbau in den 1960er Jahren mit dem Löwen als Wappentier der Stadt und den Oberlausitzer Farben gelb-blau

Über die Entwicklung der Schule in der Zeit des Dritten Reichs ist wenig bekannt. Der Schulbetrieb wurde nach dem Ende des Zweiten Weltkriegs bereits im Jahr 1945 auf Befehl der Sowjetischen Militäradministration in Deutschland wieder aufgenommen. Mit Gründung der DDR erhielt die Oberschule 1949 den Namen „Geschwister Scholl“ und wurde 1959 in eine Erweiterte Oberschule (EOS) umgewandelt. Während der DDR-Zeit war das Gemälde „Jesus predigt am See“ in der Aula verhangen oder übermalt.
Nach der deutschen Wiedervereinigung fand eine erneute Umwandlung hin zum Gymnasium statt. Der damalige Landkreis Löbau-Zittau wurde 1996 Träger der Schule. Ein Jahr später begann eine umfassende Sanierung des Schulbaus, die bis 2009 andauerte. Das Gemälde „Jesus predigt am See“ wurde rekonstruiert.